# Маягас
Маяга́с (якут. Майаҕас) — село в Усть-Алданском улусе Республики Саха (Якутия) России. Административный центр и единственный населённый пункт Хоринского наслега.

## География
Село находится в центральной части Якутии, в пределах Центральноякутской равнины, на расстоянии примерно 4 км (по прямой) к югу от села Борогонцы, административного центра улуса. Абсолютная высота — 129 м над уровнем моря.
Климат
Климат характеризуется как резко континентальный. Средняя температура воздуха самого тёплого месяца (июля) составляет 18,7 °C; самого холодного (января) — −42,6 °C. Среднегодовое количество атмосферных осадков составляет 234 мм. Основное количество осадков выпадает в период с апреля по октябрь. Снежный покров держится в течение 225—250 дней в году.
Часовой пояс
Село Маягас находится в часовой зоне МСК+6. Смещение применяемого времени относительно UTC составляет +9:00.

## Население
| 2002 | 2010 | 2011 | 2012 | 2013 | 2014 | 2015 |
| ---- | ---- | ---- | ---- | ---- | ---- | ---- |
| 496  | ↗593 | ↘592 | ↘588 | ↘584 | ↗596 | ↘586 |
| 2016 | 2017 | 2018 | 2019 | 2020 | 2021 |      |
| ↗592 | ↗598 | ↗604 | ↘589 | ↗594 | ↗600 |      |

Половой состав
По данным Всероссийской переписи населения 2010 года в гендерной структуре населения мужчины составляли 46,5 %, женщины — соответственно 53,3 %.
Национальный состав
Согласно результатам переписи 2002 года, в национальной структуре населения якуты составляли 95 %.

## Улицы
| - ул. 65 лет Победы, - ул. Василия Протодьяконова-Кулантая, - ул. Дмитрия Алексеева, - ул. Механизаторов, - ул. Молодёжная, | - ул. Озёрная, - ул. Петра Алексеева, - ул. Татьяны Эверстовой, - ул. Федора Ноговицына, - ул. Хоринская. |